# لفاشة
لفَّاشة أو الشَّار هو أحد أجناس أسماك السلمون. ينتشر الجنس حول القطب الشمالي ومعظم أنواعه من أسماك المياه الباردة التي تعيش أساسًا في المياه العذبة. تهاجر العديد من الأنواع أيضًا إلى البحر. يمكن التعرف على معظم أنواع الشار من خلال بقع قشدية فاتحة أو وردية أو حمراء على الجسم الداكن. تميل الحراشف إلى أن تكون صغيرة.